# Fototeca
La fotecateca è una collezione ordinata di materiali fotografici che può avere caratteristiche indipendenti o appartenere ad un complesso bibliotecario o ad altro ente.

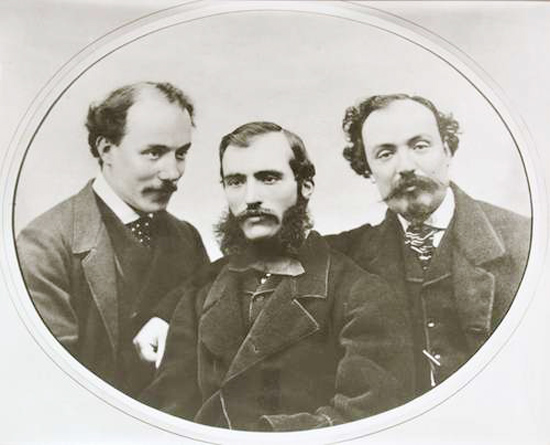
Fratelli Alinari, fondatori della più antica azienda mondiale operante nel campo della fotografia

## Storia
Le prime fototeche nacquero con l'inizio della storia della fotografia, dalla prima metà del XIX secolo. Alcune fototeche vennero istituite con specifiche finalità in particolari momenti storici, come ad esempio il Farbdiaarchiv zur Wand- und Deckenmalerei archivio creato negli anni trail 1943 e il 1945, durante la seconda guerra mondiale, come tentativo del regime nazionalsocialista di documentare con fotografie a colori gli arredi permanenti di importanti monumenti architettonici in tutto il Grossgermanisches Reich di fronte della distruzione imminente.

## Descrizione

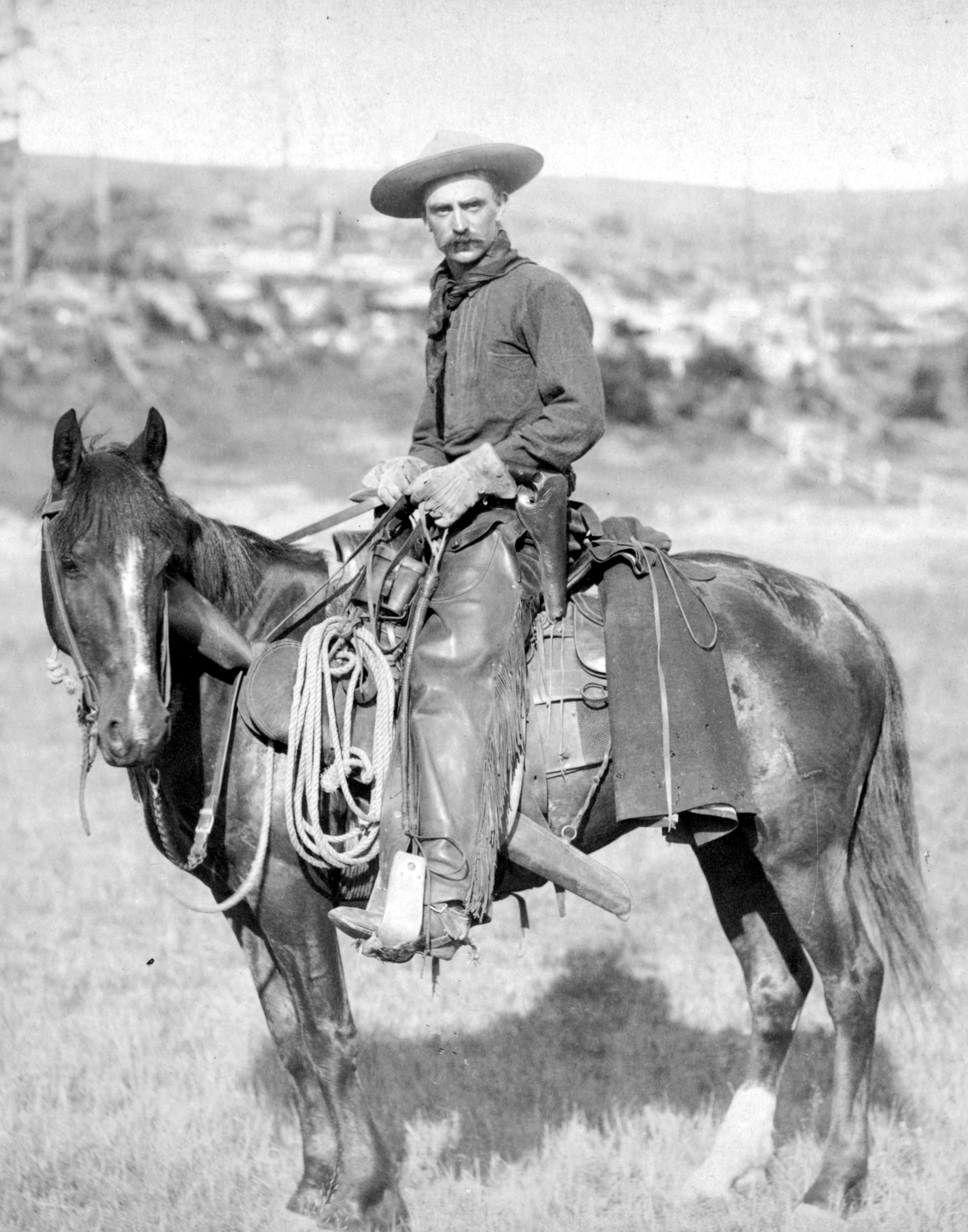
Cowboy nel West statunitense, foto del 1887

La fototeca è un archivio di fotografie, una raccolta monotematica o con diverse tipologie di immagini. Tale definizione si può estendere anche alla sede che ospita tale raccolta o al semplice mobile ad essa dedicato. Tra le funzioni della fototeca vi possono essere non solo la conservazione delle immagini ma anche la narrazione dell'evoluzione della tecnica fotografica e delle sue modalità espressive, con riferimento al ruolo di testimonianza di fatti storici e della trasformazione della società. In vari casi si occupa anche del processo di digitalizzazione delle immagini partendo dal vecchio supporto cartaceo.

## Tipologie e organizzazione
In modo simile alle biblioteche nelle fototeche le raccolte possono essere costituite da varie tipologie di supporti come fotografie cartacee, stampe e ritagli, lastre su vetro o negativi su pellicola, diapositive e cartoline illustrate. L'origine del materiale può essere frutto di raccolta diretta o venire da fondi, cioè da lasciti o donazioni. Le fototeche possono essere pubbliche o private, ed aperte in vari modi per la consultazione dei loro archivi. Alcune banche d'immagini sono disponibili gratuitamente mentre altre sono a pagamento. Alcuni importanti archivi nazionali, come quello statunitense, sono stati in parte già digitalizzati e conservano immagini relative alla colonizzazione del West a partire dal 1848.